# Championnats panaméricains d'escrime 2020
Navigation
Édition précédente Édition suivante
Les championnats panaméricains d'escrime 2020, quinzième édition des championnats panaméricains d'escrime, originellement prévus du 16 au 21 juin 2020 à Asuncion, au Paraguay, sont reportés à une date inconnue en raison de la pandémie de Covid-19. La compétition est finalement annulée.